# بابل (لعبة فيديو 1986)
بابل (بالإنجليزية: Babel)، هي لعبة فيديو يابانية، من تطوير ونشر شركة نامكو، صدرت اللعبة في الأسواق سنة 1986، والتي تعمل حصراً على منصة نينتندو إنترتينمنت سيستم.